# کلاس عزیز ۲۰۲۰
کلاس عزیز ۲۰۲۰ (انگلیسی: Dear Class of 2020) یک مراسم آنلاین رسانه جاری در ۷ ژوئن ۲۰۲۰ است که توسط یوتیوب برگزار شد.